# Hit the Road
Hit the Road (originalment en persa, جاده خاکی; romanitzat, Jadde Khaki) és una pel·lícula de comèdia dramàtica iraniana del 2021 escrita i dirigida per Panah Panahi en el seu primer llargmetratge. La història representa una família iraniana conduint cap a la frontera amb Turquia per treure d'amagat el seu fill adult jove fora del país. Es va estrenar a la Quinzena dels Directors al Festival de Canes del 2021 i va guanyar els principals premis al Festival de Cinema de Londres i al Festival Internacional de Cinema de Singapur. S'ha subtitulat al català.

## Repartiment
- Hassan Madjooni com a Khosro, el pare
- Pantea Panahiha com a mare
- Rayan Sarlak com el germà petit
- Amin Simiar com a Farid, el germà gran